# Präsidentschaftswahl in Kiribati im Juli 2003
Die Präsidentschaftswahl im Juli 2003 in Kiribati fand am 4. Juli 2003 statt und war die zweite Präsidentschaftswahl nach der im Februar 2003 binnen sechs Monaten. Amtsinhaber Teburoro Tito wurde nach einem Misstrauensvotum wenige Monate nach seiner Wiederwahl und einen Tag nach seinem Amtseid abgesetzt. Er wurde von dieser Wahl ausgeschlossen, da der eine Tag bereits seine zweite Amtszeit war und eine weitere verboten ist.

## Wahlergebnis
Anote Tong gewann die Präsidentschaftswahl, wobei er lediglich einen Vorsprung von weniger als vier Prozent gegenüber seinem Bruder Harry Tong verbuchen konnte.
| Kandidaten | Kandidaten     | Parteien             | Stimmen | %    |
| ---------- | -------------- | -------------------- | ------- | ---- |
|            | Anote Tong     | The Pillars of Truth | 13.556  | 47,4 |
|            | Harry Tong     | Protect the Maneaba  | 12.457  | 43,5 |
|            | Banuera Berina | Unabhängig           | 2.591   | 9,1  |
| Gesamt     | Gesamt         | Gesamt               | 28.604  | 100  |
|            |                |                      |         |      |
| Quellen:   |                |                      |         |      |